# Île de Mansouriah
L'île de Mansouriah (en arabe : جزيرة المنصورية) est une île inhabitée à de la mer Méditerranée à Ziama Mansouriah en Algérie.

## Description
Située dans le golfe de Bejaïa à 220 mètres de Ziama Mansouriah, l'île mesure environ 800 m de long sur 200 m de large, elle culmine à 20 m d'altitude.
Elle est reliée au rivage et au hameau de Mansouria par une chaîne de rochers qui ont été aménagés en jetée reliant l'ile au continent.
Sa superficie est d'environ 6 hectares.
L'île de Mansouriah a probablement été habitée depuis l'antiquité.
Vers 1090, Al-Mansur (Le Victorieux), roi hammadide de Bougie, y fit construire un château qu'il nomma Mansouriah.
Au fil des siècles le château a disparu mais a laissé son nom à l'île.
L'île est maintenant utilisée comme quai pour le port de la ville.